# John Graysmark
John Richard Graysmark (* 26. März 1935 in London, Vereinigtes Königreich; † 10. Oktober 2010 in Los Angeles, Vereinigte Staaten) war ein britischer Filmarchitekt.

## Leben und Wirken
Über seinen Vater, der bei den Elstree Filmstudios angestellt gewesen war, knüpfte John Graysmark frühzeitig Kontakt zur Filmbranche. Mit 13 Jahren besuchte er eine spezielle Architekturschule und arbeitete bereits als Teenager im Architektenberuf. Im Alter von 21 Jahren gab er bei Anatole Litvaks Anastasia seinen Einstand als Filmzeichner. In den kommenden zwölf Jahren arbeitete sich Graysmark bis zum Filmarchitekten hoch, zuletzt als Zuarbeiter von Chefarchitekten wie Don Ashton und John Howell. In diesen untergeordneten Funktionen war er auch an ambitionierten Großproduktionen wie Die Kanonen von Navarone, Lawrence von Arabien, Lord Jim und 2001: Odyssee im Weltraum beteiligt.
Im Laufe der frühen 1970er Jahre avancierte Graysmark zu einem der führenden Designer von Filmbauten des britischen Kinos. Er gestaltete die Szenenbilder von historisch-biografischen Stoffen wie Der junge Löwe (für die er 1973 eine Oscarnominierung erhielt) ebenso wie diese von zeitnahen Actiongeschichten (James-Bond-Film Der Mann mit dem goldenen Colt). Mit Graysmarks Übersiedelung nach Hollywood erhielt seine Karriere weiteren Auftrieb.
Graysmark wurde nunmehr, seit 1980 in der Position eines Produktionsdesigners, häufig für ausstattungsintensive Stoffen wie Flash Gordon (1980), Ragtime (1981), Die Bounty (1984) und Robin Hood – König der Diebe (1991) geholt. Für Ragtime hatte er 1982 seine zweite Oscarnominierung erhalten. John Graysmark hatte 1968/69 kurzfristig auch für das britische Serienfernsehen gearbeitet und unter anderem die Bauten zu Department S gestaltet.

## Filmografie (Auswahl)
- 1956: Anastasia
- 1958: Chefinspektor Gideon (Gideon’s Day)
- 1959: Die grüne Minna (Two-Way-Stretch)
- 1961: Die Kanonen von Navarone (The Guns of Navarone)
- 1962: Der Inspektor (The Inspector / Lisa)
- 1962: Lawrence von Arabien (Lawrence of Arabia)
- 1965: Lord Jim
- 1968: 2001: Odyssee im Weltraum (2001: A Space Odyssey)
- 1969: Department S (Fernsehserie)
- 1970: Die Krücke (The Walking Stick)
- 1970: Tam Lin
- 1972: Der junge Löwe (Young Winston)
- 1974: James Bond 007 – Der Mann mit dem goldenen Colt (The Man with the Golden Gun)
- 1976: Marschier oder stirb (March or die)
- 1978: Tote schlafen besser (The Big Sleep)
- 1979: Flucht nach Athena (Escape to Athena)
- 1980: Flash Gordon
- 1981: Ragtime
- 1982: Firefox
- 1983: Verflucht sei, was stark macht (The Lords of Discipline)
- 1984: Die Bounty (The Bounty)
- 1985: Lifeforce – Die tödliche Bedrohung (Lifeforce)
- 1986: Club Paradise
- 1986: Superman IV – Die Welt am Abgrund (Superman IV – The Quest for Peace)
- 1988: Gorillas im Nebel (Gorillas in the Mist: The Story of Dian Fossey)
- 1989: Weißer Jäger, schwarzes Herz (White Hunter Black Heart)
- 1991: Robin Hood – König der Diebe (Robin Hood: Prince of Thieves)
- 1991: White Sands – Der große Deal (White Sands)
- 1992: Liebling, hältst Du mal die Axt? (So I Married an Axe Murderer)
- 1993: Explosiv – Blown Away (Blown Away)
- 1996: Mut zur Wahrheit (Courage Under Fire)
- 2000: Down
- 2005: Dominion: Exorzist – Der Anfang des Bösen (Dominion: Prequel to the Exorcist)